# ルイラン語
ルイラン語（ルイランご）はオーストロネシア語族台湾諸語に属する言語である。漢字では雷朗語と表記される。台湾のルイラン族により話されていた。ケタガラン語に属すると考えられていることが多い。かつては台湾の新北市と桃園市で話されていた。